# Forterre (Yonne)
Pour l’article homonyme, voir Forterre.
La Forterre est une petite région française de la Bourgogne constituée en partie du canton de Courson-les-Carrières.

## Géographie
- Les limites entre la Puisaye et la Forterre sont très nettes : elles se trouvent à l'endroit où les couches du Jurassique supérieur (Forterre) s'enfoncent sous celles de l'Infra-crétacé (Puisaye).
- La dénomination "Forterre", d'apparition relativement récente, viendrait, peut-être, directement du sol calcaire du  Jurassique supérieur qui confère à cette forte terre un paysage ouvert de grands plateaux où, depuis le remembrement des années soixante et l'arrachage systématique des "bouchures" (haies), la culture céréalière est prépondérante et intensive.
- La sécheresse du sol, qui donne des noms de villages comme Merry-Sec et Lainsecq n'est que toute relative. L'eau est bien présente, mais souterraine et parfois résurgente comme à Druyes-les-Belles-Fontaines. Les vastes couches sédimentaires marneuses du kimméridgien gardent les eaux des pluies que les fissures du calcaire portlandien ont laissé passer. C'est une de ces couches qui assure aux sources de Courson-les-Carrières un débit important.

## Population et société

### Lieux et monuments
- Château de Druyes
- Carrières d'Aubigny

### Personnalités liées à la région
- Jean Bertin
- Jean-Roch Coignet

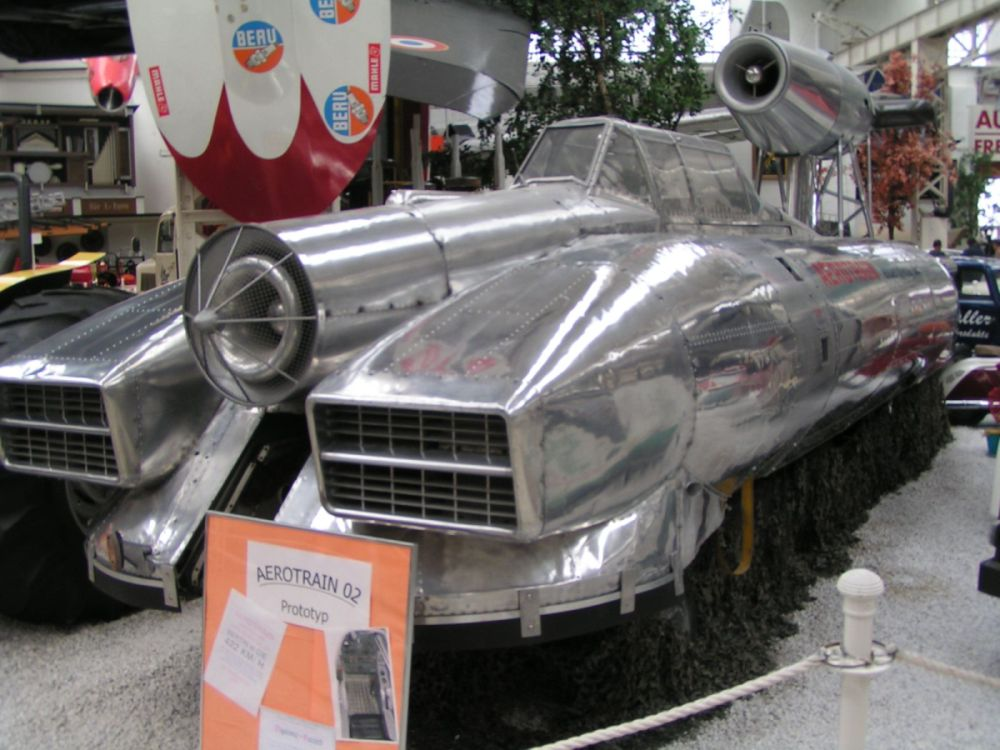
L'aérotrain de Jean Bertin.

- Jean-Pierre Soisson, ministre d’Etat, député de l’Yonne élu en Forterre
- Guillaume Larrivé, conseiller d’Etat, député de l’Yonne élu en Forterre